# Billy the Kid
Pour les articles homonymes, voir Billy the Kid (homonymie), The Kid et Kid.
Billy the Kid, parfois francisé Billy le Kid, est un célèbre hors-la-loi de l'Ouest américain. Son nom d'état civil présumé est William Henry McCarty (ou William Henry Bonney). Sa date de naissance est incertaine, certains auteurs avançant la date du 23 novembre 1859 à New York, mais aucune preuve ne l'atteste,.
Il est mort le 14 juillet 1881 à Fort Sumner (Territoire du Nouveau-Mexique).
La plupart des éléments qui concernent sa vie et sa mort sont controversés et obscurs, car issus de livres romancés, de biographies contradictoires et de témoignages erronés ou sans fondement. Connu sous plusieurs pseudonymes (William Harrison Bonney, Henry Antrim, Kid Antrim, William Antrim), il est un bandit et un meurtrier du XIXe siècle, dont les faits d'armes sont entrés dans la légende. Il a notamment participé à la guerre du comté de Lincoln. En tant que bandit, il a la réputation d'avoir tué 21 hommes, un pour chacune des années de sa courte vie. Mais cette réputation est une exagération et il n'aurait été responsable que de la mort de neuf personnes (quatre seul et cinq au sein d'une bande). D'aspect juvénile, d'où son surnom de Kid : le gamin, Billy possède une personnalité attachante, mais également une attitude colérique, et des qualités supérieures dans le maniement des armes à feu. Il est abattu par le shérif du comté de Lincoln, Pat Garrett, à Fort Sumner en 1881, qui publie par la suite le livre populaire intitulé The Authentic Life of Billy The Kid. Le « Kid » entre alors dans la légende.

## Biographie

### Les premières années
Il n'existe aucune preuve du lieu et de la date de naissance de Billy the Kid,. C'est Pat Garrett dans son livre The Authentic Life of Billy The Kid, rédigé par Ash Upson, qui écrit que Billy The Kid est né sous le nom de William Henry Bonney à New York le 23 novembre. Il semblerait que cette date ait été inventée par Upson qui serait lui-même né un 28 novembre,. Le nom de Bonney était le nom sous lequel Billy the Kid était connu au moment de sa mort.
On ne sait que peu de choses de son enfance. Sa mère s'appelle Catherine McCarty et serait une immigrée irlandaise, probablement née en 1829 et venue aux États-Unis pour fuir la famine. On en sait encore moins sur son père,,. Le nom de McCarty ne serait pas le nom de jeune fille de sa mère. Elle aurait été la veuve d'un nommé McCarty, mais il est possible que cet homme n'ait pas été le père de Billy the Kid. Son père aurait pu être un certain Bonney, ce qui pourrait expliquer l'utilisation de ce nom par Billy the Kid plus tard dans sa vie. Il a un jeune frère nommé Joseph McCarty, mais il semblerait qu'il soit son demi-frère. Néanmoins, selon Brushy Bill (qui prétendra quelques années être le vrai Billy The Kid), Catherine McCarty n'était pas sa mère mais sa tante. Toujours est-il qu'il porte dans son enfance le nom de William Henry McCarty.
En 1870, sa mère, qui est veuve, s'installe avec ses enfants dans le Kansas et ouvre une laverie. Comme on lui diagnostique une tuberculose, elle doit migrer vers une région plus chaude et plus sèche. La famille se rend alors dans le Nouveau-Mexique, à Santa Fé, Catherine épouse un prospecteur d'argent, William Antrim, en 1873. Parce que son beau-père s'appelle aussi William, Billy The Kid est appelé par son deuxième prénom, Henry. Sa mère meurt l'année suivante à Silver City. William Henry prend le nom de son beau-père, Antrim. Ce dernier les place, lui et son frère, dans des familles d'accueil et quitte Silver City pour l'Arizona. À l'époque, il porte le nom de Henry Antrim.

### Premiers méfaits
Henry occupe de petits emplois pour survivre, il se tourne alors vers la petite criminalité de Silver City. Arrêté pour avoir caché le butin d'un vol commis dans une laverie chinoise, il s'évade de prison et s'enfuit chez son beau-père en Arizona. Rejeté par Antrim, il doit se débrouiller seul et gagne sa vie en travaillant dans les ranchs et en jouant occasionnellement aux cartes.
Le 17 août 1877, il tue un premier homme lors d'une bagarre, Frank « Windy » Cahill, à Camp Grant. Cahill l'avait plaqué au sol et le frappait au visage. Libérant sa main, Henry lui tire une balle dans le ventre. Billy n'a pas encore 18 ans. Recherché pour meurtre, il s'enfuit et retourne au Nouveau-Mexique, dans la région de Lincoln. Henry rejoint alors un gang surnommé « The Boys », qui commet des vols de chevaux dans la région. Quelque temps plus tard, il est arrêté pour avoir volé des biens appartenant à un jeune entrepreneur anglais, John Tunstall, qui souhaitait s'établir dans la région.
John Tunstall est opposé au clan de John Dolan et Lawrence Murphy, et il est appuyé par John Chisum, propriétaire d'un grand ranch de plus 100 000 têtes de bétail dans une guerre de territoire pour le bétail. Tunstall, qui a besoin d'hommes de main, propose à Henry de travailler pour lui en échange de l'abandon de sa plainte. Le jeune homme accepte. C'est à cette époque qu'il change son nom en William H. Bonney.

### La guerre du comté de Lincoln
Le 16 février 1878, alors qu'il convoie neuf chevaux vers Lincoln, John Tunstall est abattu de sang-froid par la bande du shérif William J. Brady, qui travaille aux ordres de Dolan et de Murphy. Cet événement marque le début de ce que l'on va appeler la « guerre du comté de Lincoln ». Les hommes de Tunstall décident de le venger et créent une bande, les « Regulators », dirigée par Dick Brewer et Frank McNab. La bande est composée d'une douzaine d'hommes, Américains et Mexicains, dont Charlie Bowdre, Tom O'Folliard, Doc Scurlock, George Coe, Frank Coe, John Middleton, Jim French, Henry Newton Brown, Fred Waite, Jesus Chavez y Chavez et le « Kid » : William Bonney.
Le 9 mars 1878, les « Regulators » capturent deux membres de la bande qui a tué Tunstall, Frank Baker et William Morton, et les exécutent près de Blackwater Creek. Le 1er avril 1878, le shérif Brady et son adjoint Hindman sont abattus dans la rue principale de Lincoln au cours d'une embuscade tendue par les « Regulators ». Lors de la fusillade, le « Kid » est atteint d'une balle à la hanche par l'un des assistants du shérif, Billy Matthews. Mais la blessure est superficielle.
Trois jours plus tard à Blazer's Mill, les « Regulators » abattent un autre homme du camp de Dolan, Andrew « Buckshot » Roberts. Lors de la fusillade, Dick Brewer est tué. McNab, promu chef de la bande à la suite de la mort de Brewer, meurt quelque temps plus tard au cours d'une fusillade au ranch Fritz qui opposaient les « Regulators » à une horde formée de deux autres bandes engagées par Dolan, le « Jesse Evans Gang » et les « Seven Rivers Warriors ».
La guerre du comté de Lincoln atteint son point culminant. Les bandes armées engagées par Dolan prennent progressivement le dessus et le 15 juillet 1878 à Lincoln, les derniers « Regulators » se barricadent dans la maison d'Alexander McSween (l'ancien collaborateur de Tunstall) et tiennent le siège pendant plusieurs jours. Le cinquième jour, les assaillants, avec l'appui de l'armée, mettent le feu à la maison pour faire sortir ses occupants et les abattre. Si certains « Regulators » dont le « Kid » réussissent à fuir, d'autres comme Alexander McSween sont abattus et la bande est décimée.

### Une vie de fugitif
À l'automne 1878, un nouveau gouverneur, Lew Wallace (l'auteur de Ben-Hur), est nommé au Nouveau-Mexique pour ramener la paix et l'ordre. En mars 1879, le « Kid », qui en a assez de sa vie de fugitif, écrit au gouverneur qu'il serait prêt à témoigner contre John Dolan, si on l'amnistie de ses condamnations pour meurtres. Après avoir négocié son pardon avec le gouverneur du Territoire du Nouveau-Mexique, Billy the Kid se rend aux autorités le 21 mars 1879. Mais lors du procès qui se déroule à Santa Fé, John Dolan est acquitté et le « Kid » est condamné pour le meurtre du shérif Brady. Le procureur général veut défier les ordres de Wallace et le garder en détention. Le 17 juin 1879, le « Kid » s'enfuit alors à la sortie du procès et reprend une vie de fugitif.

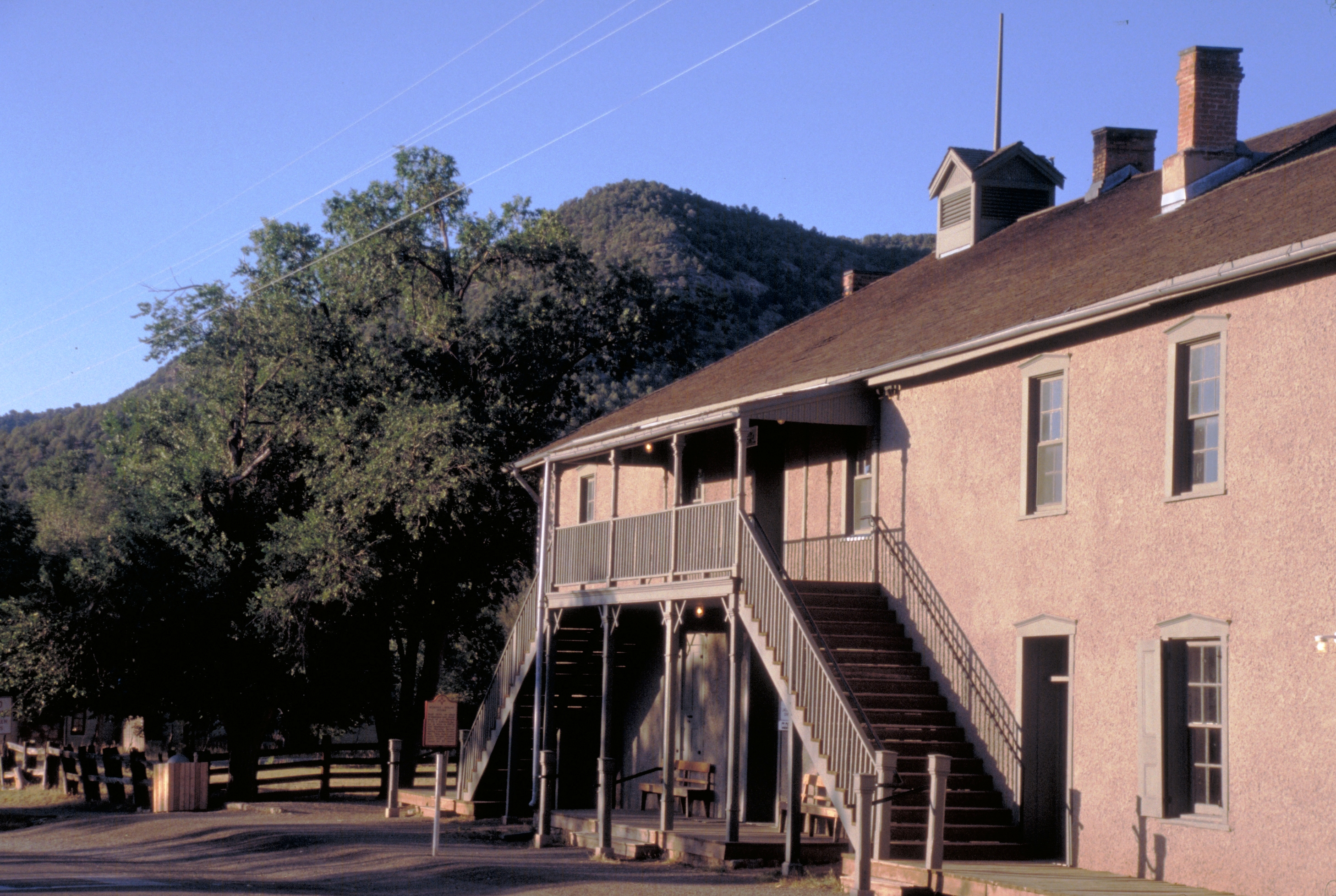
Tribunal-prison de Lincoln au Nouveau-Mexique.

En 1880, Billy tue Joe Grant, un chasseur de primes qui s'était moqué de lui dans un saloon de Fort Sumner (Nouveau-Mexique). C'est à cette époque que le «Kid» aurait développé une certaine amitié avec un ex-chasseur de bisons, Patrick Garrett, néanmoins il semblerait que cette allégation ait été fortement propagée par les romans et les films et qu'il n'y ait pas de preuve que cette amitié ait vraiment existé. Voulant s'établir comme restaurateur à Fort Sumner, Garrett se fait finalement élire shérif du comté de Lincoln en novembre 1880. Sa priorité est d'arrêter celui que l'on appelle désormais «Billy the Kid» et dont la tête est mise à prix pour 500 $. Le même mois, une fusillade éclate entre la bande de Billy the Kid et une autre bande dans un ranch à White Oaks (Nouveau-Mexique). Encerclés par la bande rivale, Billy the Kid et ses hommes abattent, dans des circonstances obscures, James Carlyle, une personne chargée de négocier leur reddition et prennent la fuite. Pat Garrett et ses hommes, déterminés à les capturer, finissent par les encercler dans une maison à Stinking Springs le 23 décembre 1880. Billy The Kid et trois de ses hommes finissent par se rendre après une courte fusillade.

### La fin

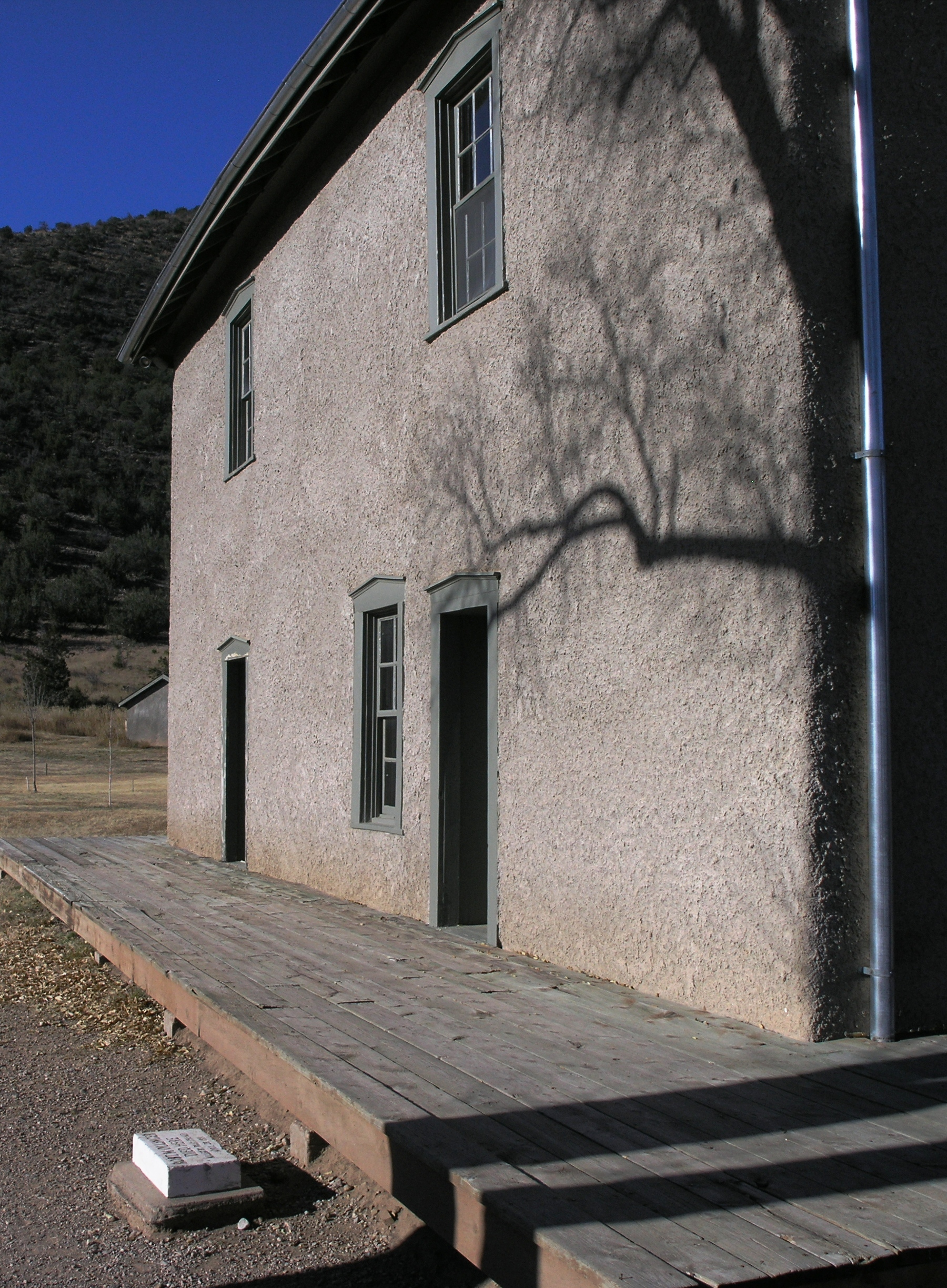
Emplacement de la mort d'Ollinger, sur le côté du tribunal-prison de Lincoln.

Billy the Kid est jugé à Mesilla pour le meurtre du shérif Brady et condamné à la pendaison. Le 28 avril 1881, alors qu'il est détenu dans la prison de Lincoln en attendant la sentence, il s'évade de manière spectaculaire. Il existe plusieurs versions de cette évasion. La plus populaire veut qu'il ait récupéré un revolver (probablement déposé par un complice) dans les toilettes extérieures de la prison. Une autre prétend qu'il aurait réussi à glisser l'une de ses mains hors de ses menottes et à prendre l'arme de son geôlier James Bell. Quelle que soit la version, il aurait abattu Bell dans les escaliers de la prison, puis aurait attendu à la fenêtre, un fusil à la main, l'arrivée du deuxième garde, Olinger, parti déjeuner au restaurant, qui revenait alerté par le coup de feu.
Cette évasion est largement médiatisée dans de nombreux journaux et participe à la popularité du hors-la-loi et à sa légende. Le New York Times en fera même mention. Néanmoins, au lieu de fuir vers le Mexique, le « Kid » reste dans les parages. Début juillet 1881, Pat Garrett apprend que Billy The Kid est à Fort Sumner. Il se pourrait que cette information ait été donnée par Pete Maxwell, fils de Lucien Maxwell, un rancher pionnier mais surtout frère de Paulita Maxwell, probable petite amie du « Kid » parce qu'il désapprouvait cette relation.
Dans la nuit du 14 au 15 juillet 1881, Pat Garrett se trouve dans la chambre de Pete Maxwell et deux adjoints attendent dehors sur la terrasse. Selon une version, Billy The Kid serait entré avec un revolver dans la pièce sans reconnaître Garrett et aurait dit « ¿Quién es? ¿Quién es? » (« Qui est là ? »). Selon une autre version, il était armé d'un couteau. À peine a-t-il prononcé ces mots que Pat Garrett fait feu deux fois. L'une des balles atteint le « Kid » au cœur et il meurt immédiatement. Billy the Kid est enterré dans le cimetière militaire de Fort Sumner entre ses deux amis Bowdre et O'Folliard (34° 24′ 14″ N, 104° 11′ 37″ O).

### Doutes concernant sa mort

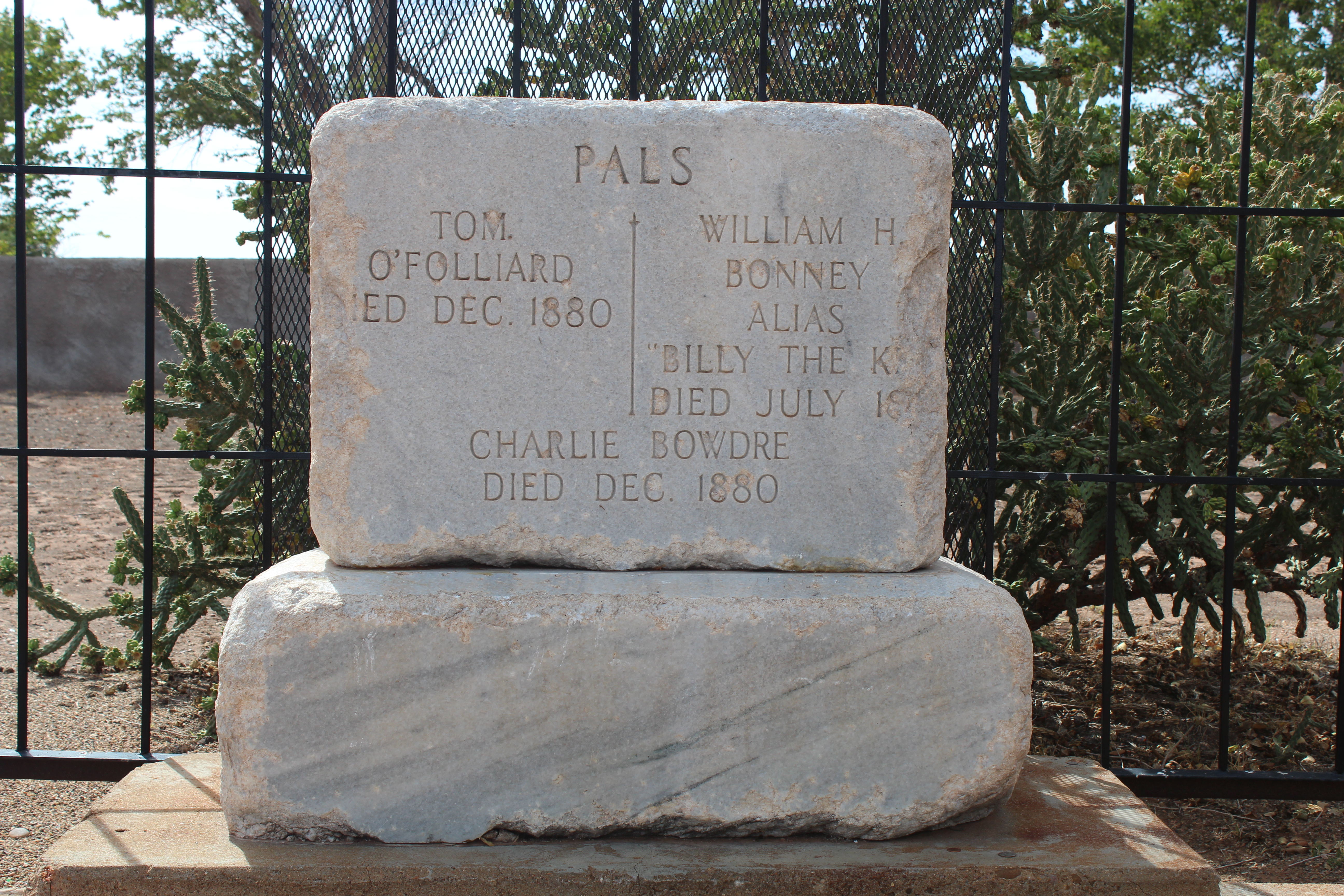
Pierre tombale de Billy the Kid à Fort Sumner.

Pendant de nombreuses années, les circonstances et l'histoire de la mort de Billy the Kid n'ont pour seule source que le livre de Pat Garrett, The Authentic Life of Billy the Kid. Cette seule source controversée alimente des hypothèses selon lesquelles Billy the Kid n'aurait pas été tué par Pat Garrett. Ces hypothèses sont étayées par le fait que certaines personnes n'ont pas reconnu le corps du défunt et que celui-ci présentait une forte pilosité (alors que le « Kid » était imberbe),. John Poe, l'un des adjoints du shérif, était persuadé que Garrett avait tué la mauvaise personne et a déclaré que Garrett ne croyait pas à l'origine que le « Kid » se trouvait à Fort Sumner. D'après Poe, Garrett aurait reconnu le « Kid » à sa voix et aurait tiré ensuite, et il est le seul à avoir certifié que le corps de la personne qu'il avait abattue était celui de Billy the Kid, puisque ni Poe ni Thomas McKinney (l'autre adjoint) n'avaient déjà vu le hors-la-loi. Le coroner n'a d'ailleurs jamais vu le corps et il n'existe aucun document officiel stipulant que le « Kid » est mort. Certaines personnes ont prétendu par la suite avoir vu ou avoir été en contact avec Billy the Kid après le 14 juillet. Il semblerait aussi qu'il existe deux preuves d'arrestations de Billy the Kid après la date de sa mort, en 1882 et 1883.
De plus, il semblerait que Pat Garrett n'ait jamais touché la prime de 500 $, par manque de preuves sur l'identité de l'homme abattu.
En 1950, un certain Brushy Bill Roberts déclare être le vrai Billy the Kid.

## Réhabilitation?
Le 31 décembre 2010, Bill Richardson, gouverneur du Nouveau-Mexique, déclare qu'il ne gracierait pas Billy the Kid à titre posthume, n'étant pas en mesure de s'assurer avec certitude des motifs qui ont poussé son lointain prédécesseur Lew Wallace à promettre cette grâce.

## Droitier ou gaucher?
Pendant de longues années, on a pensé que Billy The Kid était gaucher du fait que sur la seule photo reconnue par les historiens, il portait l'étui de son revolver sur sa hanche gauche,.
Mais cette célèbre photo est en fait la reproduction en « miroir » de l'image réelle comme en témoignent les boutons de sa veste ou la boucle de sa ceinture, qui sont orientés du mauvais côté.  De plus, pour la Winchester 1873 qu'il tient à la main, la portière d'alimentation devrait être sur le côté droit, et donc non visible.  Tout cela indique que Billy the Kid était droitier.

## Postérité

### Brushy Bill
En 1950, un avocat de Floride nommé William Morrison localise un homme du nom de Ollie P. Roberts, surnommé Brushy Bill, qui avoue être Billy the Kid (il le nie dans un premier temps) et qui veut faire une demande d'amnistie pour ses crimes. Il déclare ne pas avoir été tué par Pat Garrett en 1881 et prétend qu'un imposteur est enterré à Fort Sumner. Selon l'opinion générale, cette option est peu probable mais toujours débattue car, sans William Morrison, Brushy Bill serait mort dans l'anonymat sans s'être expliqué. La ville où résidait Brushy Bill, Hico au Texas, misera sur cette histoire en ouvrant un musée. Dans les années 1930, un autre individu, de Prescott en Arizona, a également affirmé être Billy the Kid.

### Tourisme
Le tourisme autour de Billy the Kid est en pleine croissance dans l'État du Nouveau-Mexique.[Depuis quand ?] Le Billy the Kid Scenic Byway est une boucle routière située entre les villes de Ruidoso, Capitan, Fort Stanton, Lincoln, Hondo et San Patricio. Il est possible également d'effectuer à cheval la même randonnée que Billy, au mois de juillet de chaque année.
Nouveau-Mexique
- Ruidoso - centre des visiteurs adjacent au Hubbard Museum of the American West
- Lincoln - ville historique protégée par l'État, tombes de John Tunstall et Alexander McSween
- Fort Sumner - deux musées, tombe de Billy the Kid, plaques historiques
- Las Cruces - tombe de Pat Garrett, plaque historique
- Mesilla (en banlieue de Las Cruces) - restaurant La Posta, prison, plaza
- White Oaks - ville fantôme historique, tombe de James W. Bell

Texas
- Hico - ville de Brushy Bill Roberts, musée et statue de Billy the Kid
- Hamilton - tombe de Brushy Bill Roberts
- San Elizario (en banlieue d'El Paso) - vieille prison, restaurant Billy the Kid

### Photographies

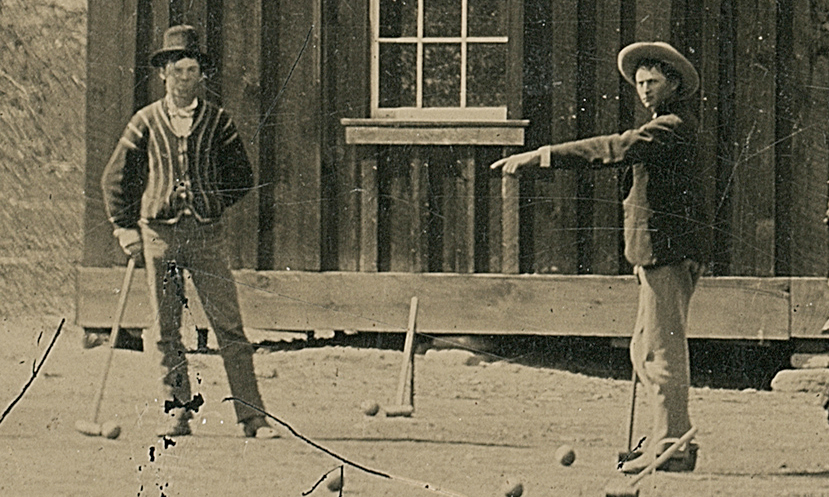
Photo de Billy the Kid (à gauche) lors d'un jeu de croquet au Nouveau-Mexique en 1878.

Seules trois photographies de Billy the Kid adulte sont connues.
La première, prise en 1880 devant un saloon du Nouveau-Mexique, alors qu'il avait 20 ans. Mesurant cinq centimètres sur huit, la photo est imprimée sur une plaque de métal. Payée à l'époque 25 cents par Billy the Kid, elle a été adjugée le 25 juin 2011 aux enchères du « Old West Show and Auction » de Denver à William Koch pour la somme de 2,3 millions de dollars.
La deuxième, achetée deux dollars dans une brocante a été mise en vente par une société de numismatique de San Francisco, qui a mis un an à l’authentifier. Sur la photo qui mesure dix centimètres sur treize, on peut voir le jeune bandit poser lors d’un jeu de croquet au Nouveau-Mexique en 1878, avec des membres de son gang appelé les Lincoln County Regulators. Billy the Kid y apparaît avec un petit sourire, son maillet posé sur le sol. Il porte un chapeau noir, qui ressemble à une version plus courte du couvre-chef de l’ex-président Abraham Lincoln. Il se tient devant une maisonnette en bois, avec à sa gauche une femme en jupe longue tenant dans ses bras un bébé, et plus loin un groupe d’enfants.
La troisième, achetée 10 $ par un homme qui voulait s’en servir pour décorer son gîte. Après une émission sur The Kid, il est pris de doutes et fait expertiser sa photo par le professeur Stahl. Après contre-expertise, il est certain que le deuxième homme à partir de la gauche est bien Billy the Kid. Autre coup de chance, l’homme à droite sur l’image est Pat Garrett, son meilleur ami, et shérif responsable de sa mort. Elle est estimée à 3 à 5 millions d’euros.
Il existe au moins deux autres photos de Billy the Kid enfant : l'une prise lorsqu'il est élève à l'école de Silver City et l'autre prise parmi six cow-boys dans un ranch près de Roswell.

### Collections d'objets
Le 7 août 2021, le revolver avec lequel Pat Garrett a tué Billy the Kid a été vendu aux enchères. Ce Colt calibre 44 à barillet, a été adjugé contre la somme de 6,03 millions de dollars, ce qui établit un nouveau record mondial pour une arme à feu.

## Dans la fiction

### Télévision

#### Téléfilm
- Billy le Kid (Billy the Kid) (1967) de Nathan Juran

#### Série télévisées
- Billy, la série, une web-série d'Aurélien Loevenbruck et Antoine Philias (2012-2014)
- Simpson Horror Show XIII, où il revient d'entre les morts pour tenter d'assujettir les habitants de Springfield.
- Au cœur du temps (1966), série américaine. Dans l'épisode 22, les deux héros voyageurs du temps rencontrent Billy.
- Peaky Blinders, dans la saison 3, la nouvelle recrue du gang est fan de Billy, et se fait surnommer ainsi.
- 2022 : Billy the Kid de Michael Hirst, composée de 8 épisodes, diffusée entre le 24 avril et le 5 juin 2022[32]. En France, elle est disponible depuis le lancement de Paramount+ le 1er décembre 2022. Tom Blyth interprète Billy.

### Cinéma
- Billy the Kid, de King Vidor (1930), avec Johnny Mack Brown
- Billy le Kid le réfractaire (Billy the Kid), de David Miller et Frank Borzage (1941), avec Robert Taylor
- Le Banni (The Outlaw) de Howard Hughes (1941), avec Jane Russell et Jack Buetel (Billy the Kid)
- Le Kid du Texas (The Kid from Texas) de Kurt Neumann (1950), avec Audie Murphy, Gale Storm, Albert Dekker, Will Geer
- J'ai tué Billy le Kid (I Shot Billy the Kid) de William Berke (1950), avec Don Barry (Billy the Kid) et Robert Lowery (Pat Garrett)
- Le Gaucher (The Left Handed Gun) d'Arthur Penn (1958), avec Paul Newman
- Billy le Kid de León Klimovsky (1964), avec George Martin et Jack Taylor
- Billy le Kid contre Dracula (Billy the Kid versus Dracula) de William Beaudine (1966), avec Chuck Courtney (Billy the Kid) et John Carradine (Dracula)
- Une aventure de Billy le Kid de Luc Moullet (1970), avec Jean-Pierre Léaud
- Chisum d'Andrew V. McLaglen (1970), avec John Wayne et Geoffrey Deuel (Billy the Kid)
- Billy le cave (Dirty Little Billy) (1972) de Stan Dragoti, avec Michael J. Pollard, Richard Evans, Lee Purcell, Gary Busey et Ed Lauter
- Pat Garrett et Billy le Kid (Pat Garrett and Billy the Kid) de Sam Peckinpah (1973), avec Kris Kristofferson (Billy the Kid) et James Coburn (Pat Garrett)
- Young Guns de Christopher Cain (1988), avec Emilio Estevez, Kiefer Sutherland (Doc Scurlock) et Charlie Sheen (Dick Brewer)
- L'Excellente Aventure de Bill et Ted (1989) de Stephen Herek avec Dan Shor
- Young Guns 2 (Young Guns II) de Geoff Murphy (1991), avec Emilio Estevez, Kiefer Sutherland (Doc Scurlock) et Christian Slater (Dave Rudabaugh)
- Dans le film La Ligne verte (The Green Mile), le criminel William Wharton se fait appeler Billy The Kid.
- Requiem for Billy the Kid, film-documentaire d'Anne Feinsilber (2006)
- BloodRayne 2: Deliverance (BloodRayne II: Deliverance) d'Uwe Boll (2007), avec Natassia Malthe et Zack Ward (Billy the Kid)
- Lucky Luke un film français réalisé par James Huth en 2009, avec Jean Dujardin (Lucky Luke) et Michaël Youn (Billy the Kid)
- The Kid de Vincent D'Onofrio (2019), avec Ethan Hawke, Chris Pratt et Dane DeHaan (Billy the kid)
- Old Henry de Potsy Ponciroli (2021) avec Tim Blake Nelson

### Bande dessinée
Billy the Kid apparaît dans plusieurs aventures de Lucky Luke, bande dessinée de Morris et René Goscinny. Il est représenté sous une forme assez éloignée de la réalité, décrit comme un adolescent (voire un enfant) capricieux, infantile et mal élevé.
Deux albums de la série lui sont consacrés :
Billy The Kid (1961)
L'Escorte (Lucky Luke) (1966)
Apparition dans le manga Moriarty the Patriot (2016) par Ryosuke Takeuchi et Hikaru Miyoshi, qui introduisent beaucoup de personnages déjà existants. Sous les noms de Henry Antrim, William H. Bonnet, Billy the Kid et sous l'apparence d'un adolescent.

### Littérature
- The Disinterested Killer Bill Harrigan, une des nouvelles de Histoire universelle de l'infamie (1935) de Jorge Luis Borges est une « biographie imaginaire » de Billy The Kid.
- Billy The Kid (1958) de Jack Spicer
- La Véritable Histoire de Billy the Kid de Pat F. Garrett, l'homme qui tua Billy the Kid, Janvier 2008, Éditions Anacharsis La Véritable Histoire de Billy the Kid par Pat F. Garrett - Préface de Thierry Beauchamp- Traduit par Estelle Henry-Bossonney - Lekti-ecriture.com
- Billy The Kid, œuvres complètes (1981) de Michael Ondaatje
- Pas Billy The Kid (2005) de Julien d'Abrigeon
- Il apparaît dans la série de Les Secrets de l'immortel Nicolas Flamel de Michael Scott, où il joue le rôle d'un immortel au service de Quetzalcóatl, le serpent à plumes. Surnommé « Kukulkan », c'est un « Ténébreux », l'objectif des Ténébreux étant l'annilhation de la race humaine.
- GoodBye Billy, de Laurent Whale. Billy n'a pas été tué par Pat Garett en 1881. En 2012, une équipe d'archivistes du Congrès mène l'enquête, mais se font très vite mettre des bâtons dans les roues par des politiciens véreux qui ne veulent pas qu'on découvre la vérité...

2019 : L'Extravagant monsieur Parker
De Luc Baranger
Manufacture de livres
"Albuquerque, automne 1949. Maureen McLaughlin, douce mère de famille, fait la connaissance de l'intriguant Leroy Parker qu'elle est chargée d'assister dans ses travaux ménagers. Au fil des semaines se noue entre la femme et le vieil homme une solide amitié. Jusqu'à cette journée d'hiver où Leroy révéle à Maureen son secret. Celui qui fit jadis trembler le Sud des États-Unis et que tous ont cru mort, le légendaire Billy the kid, c'est lui. Commence alors pour Maureen et sa famille, entre incrédulité et fascination, un voyage dans le passé du vieil homme et dans les mythes de l'Ouest américain."

### Musique
- Le compositeur américain Aaron Copland (1900-1990) a écrit en 1938 un ballet en un acte intitulé Billy the Kid.
- Concerto for Billy the kid est une composition de George Russell pour son album The Jazz Workshop (1956).
- Pat Garrett and Billy the Kid est un album de Bob Dylan, auteur-compositeur-interprète américain de folk-rock, sorti en 1973. Il s'agit de la bande originale du film de Sam Peckinpah Pat Garrett et Billy le Kid, dans lequel Dylan interprète le rôle d'Alias. L'album contient l'une de ses chansons les plus célèbres : Knockin' on Heaven's Door. Quatre titres se rapportent au « Kid ».
- En 1973 également, sur l'album Piano Man de Billy Joel, le 5e titre est intitulé The Ballad of Billy The Kid. Il y met en parallèle la jeunesse du outlaw et la sienne de pianiste.
- En 1990, le chanteur américain Jon Bon Jovi sort un album intitulé : Blaze of Glory dont la chanson thème est tirée du film : Young Guns 2 avec Emilio Estevez et William Petersen.
- En 1992, Le groupe français Kat Onoma sort l'album Billy the Kid, album-concept dont les textes sont tirés pour la plus grande partie du livre du même nom de Jack Spicer.
- La même année, le guitariste Bill Frisell dédie 7 chansons de son album Have a Little Faith à Billy the Kid, inspirées du ballet de Aaron Copland.
- En 2007, Claire Diterzi sort un album Requiem for Billy the Kid qui sera la bande originale du film homonyme.
- Thomas Fersen a écrit une chanson (jouée uniquement en concert) sur Billy the Kid, se rapportant plus au personnage de la BD Lucky Luke
- En 2011, Dia Frampton aidée de deux membres de Foster the People compose une chanson intitulée Billy The Kid pour son nouvel album Red (en)
- En 2012, Skyërn Aklea compose deux chansons intitulées Billy et Willy Kid McCarty pour son nouvel album Wanted Dead or Alive dédié à la web-série Billy.
- En 2013, Falcko sort une chanson nommé Billy.

### Jeux vidéo
Il apparaît comme personnage non jouable dans le jeu Call of Juarez: Gunslinger. Dans la première mission, le joueur (un chasseur de primes imaginaire du nom de Silas Greaves) doit sauver Billy the Kid d'un embuscade dans une ferme, mais les deux hommes seront finalement capturés par le Shérif Pat Garrett. Ils réussiront ensuite à s'enfuir de la prison de Lincoln.
Dans le récibidou de Team Fortress 2, Billy the Kid est le premier Scout de la Builders League United (BLU), aux côtés d'Abraham Lincoln et Sigmund Freud, respectivement Pyro et Medic.
Il apparaît également dans le jeu vidéo mobile populaire Fate/Grand Order en tant que servant.
Il apparaît dans le jeu Hunt: Showdown en tant qu'inspiration pour le chasseur légendaire "Le Kid".